# Недорост, Вацлав
Ва́цлав Не́дорост (чеш. Václav Nedorost; род. 16 марта 1982) — чешский хоккеист, нападающий. Двукратный чемпион мира среди молодёжных команд (2000 и 2001). В настоящее время является помощником спортивного менеджера клуба «Млада Болеслав».

## Карьера
Начал играть за юниорскую команду ХК Ческе-Будеёвице. В 16 лет дебютировал в основной команде. В своем дебютном сезоне сделал две результативные передачи в семи встречах. Сезон 1999/00 стал прорывом для него. Был приглашен в молодёжную и юношескую сборную. В составе молодёжной сборной завоевал золотую медаль чемпионата мира. Был замечен скаутами НХЛ и в драфте 2000 года был выбран «Колорадо Эвеланш» под номером 14. Сезон 2000/01 провел в родном клубе и второй раз завоевал золото на молодёжном чемпионате мира. В этом же году дебютировал за основную сборную Чехии, однако в чемпионате мира не участвовал.
Летом 2001 года отправился в Соединенные Штаты и боролся за место в команде «Колорадо Эвеланш». В течение сезона постоянно курсировал между фарм-клубом «Херши Беарз» и «Колорадо». В первом сезоне в 25 матчах заработал 4 балла. Первую шайбу в NHL забросил 20 октября 2001 года в матче с «Коламбус Блю Джекетс». В следующем году получил серьёзную травму — перелом запястья, что потребовало операции и длительного лечения. После перехода во «Флориду Пантерз» снова курсировал между фармклубом и основной командой, а рецидив травмы снова надолго вывел игрока из строя.
После этого вернулся в Чехию. Летом 2010 года заключил контракт с «Металлургом» из Новокузнецка. Первую шайбу в КХЛ забросил 21 сентября 2010 года в матче с Трактором. В начале июля 2011 года заключил контракт с новичком КХЛ — ХК Лев Попрад. После этого играл за «Донбасс», «Слован» и «Ческе-Будеёвице». Последней командой в карьере Недороста была «Шкода Пльзень», в составе которой он стал бронзовым призёром чешской Экстралиги. После окончания сезона 2018/19 принял решение завершить игровую карьеру. Стал помощником спортивного менеджера клуба «Млада Болеслав».

## Достижения
- Молодёжный чемпионат мира 2000 (Швеция)
- Молодёжный чемпионат мира 2001 (Россия)
- Континентальный кубок 2013
- Чешская экстралига 2005 и 2019

## Статистика
Последнее обновление: 25 августа 2013 года
| 1998–99     | ХК Ческе-Будеёвице   | Чешская экстралига | 7   | 0  | 2  | 2  | 0   | —  | — | —  | —  | —  |
| 1999–00     | ХК Ческе-Будеёвице   | Чешская экстралига | 38  | 8  | 6  | 14 | 6   | 3  | 0 | 0  | 0  | 0  |
| 2000–01     | ХК Ческе-Будеёвице   | Чешская экстралига | 36  | 3  | 12 | 15 | 14  | —  | — | —  | —  | —  |
| 2001–02     | Херши Беарз          | АХЛ                | 49  | 12 | 22 | 34 | 16  | 7  | 2 | 3  | 5  | 2  |
| 2001–02     | Колорадо Эвеланш     | НХЛ                | 25  | 2  | 2  | 4  | 2   | —  | — | —  | —  | —  |
| 2002–03     | Херши Беарз          | АХЛ                | 5   | 3  | 2  | 5  | 0   | 5  | 2 | 2  | 4  | 0  |
| 2002–03     | Колорадо Эвеланш     | НХЛ                | 42  | 4  | 5  | 9  | 20  | —  | — | —  | —  | —  |
| 2003–04     | Сан-Антонио Рэмпэйдж | АХЛ                | 21  | 9  | 6  | 15 | 2   | —  | — | —  | —  | —  |
| 2003–04     | Флорида Пантерз      | НХЛ                | 32  | 4  | 3  | 7  | 12  | —  | — | —  | —  | —  |
| 2004–05     | Били Тигржи          | Чешская экстралига | 48  | 15 | 18 | 33 | 20  | 6  | 0 | 1  | 1  | 12 |
| 2006–07     | ХК Ческе-Будеёвице   | Чешская экстралига | 30  | 3  | 7  | 10 | 36  | —  | — | —  | —  | —  |
| 2007–08     | Били Тигржи          | Чешская экстралига | 27  | 6  | 7  | 13 | 34  | 10 | 3 | 0  | 3  | 12 |
| 2008–09     | Били Тигржи          | Чешская экстралига | 50  | 15 | 20 | 35 | 68  | 3  | 0 | 0  | 0  | 0  |
| 2009–10     | Били Тигржи          | Чешская экстралига | 26  | 4  | 7  | 11 | 12  | 15 | 3 | 11 | 14 | 18 |
| 2010–11     | Металлург Нк         | КХЛ                | 48  | 8  | 11 | 19 | 26  | —  | — | —  | —  | —  |
| 2011–12     | Лев Попрад           | КХЛ                | 37  | 14 | 8  | 22 | 22  | —  | — | —  | —  | —  |
| 2012–13     | Донбасс              | КХЛ                | 52  | 15 | 20 | 35 | 18  | —  | — | —  | —  | —  |
| 2013–14     | Донбасс              | КХЛ                | 43  | 14 | 9  | 23 | 38  | —  | — | —  | —  | —  |
| Всего в НХЛ | Всего в НХЛ          | Всего в НХЛ        | 99  | 10 | 10 | 20 | 34  | —  | — | —  | —  | —  |
| Всего в КХЛ | Всего в КХЛ          | Всего в КХЛ        | 180 | 51 | 48 | 99 | 104 | —  | — | —  | —  | —  |